# Idiocera (Idiocera) persimplex
Idiocera (Idiocera) persimplex is een tweevleugelige uit de familie steltmuggen (Limoniidae). De soort komt voor in het Nearctisch gebied.